# UTC-9:30
UTC-9:30 è un fuso orario, in ritardo di 9 ore e 30 minuti sull'UTC.

## Zone
È utilizzato nei seguenti territori:
- Polinesia francese:
  - Isole Marchesi

## Geografia
Le isole Marchesi fanno parte delle regioni del mondo dove il fuso orario non corrisponde a uno spostamento intero in rapporto all'UTC: l'arcipelago è situato teoricamente in UTC-9, ma abbastanza vicino al limite che UTC-9:30 corrisponda ad una migliore approssimazione dell'ora solare media locale.
La maggior parte della Polinesia francese utilizza UTC-10 (tranne le Isole Gambier), comprese altre isole situate alla stessa longitudine delle Marchesi; queste formano tuttavia un gruppo sufficientemente distinto da avere un altro fuso orario.

## Ora legale
Le isole Marchesi, come il resto della Polinesia francese, non adottano l'ora legale.